# Gilmour Space
Gilmour Space, également connu sous le nom de Gilmour Space Technologies, est une société aérospatiale australienne financée par capital risque dont le siège social est situé dans le Queensland, en Australie, qui développe des fusées à moteur hybride et la technologie associée pour soutenir le développement d'un lanceur spatial à faible coût.
Sa mission est de fournir des services de lancement abordables pour servir le marché mondial croissant des nano-satellites. Le vol inaugural de son premier lanceur orbital, appelé Eris, a lieu le 29 juillet 2025 et a été un échec après 14 secondes de vol. Il était prévu, en novembre 2024 pour décembre 2024 ou janvier 2025, en retard par rapport à la date d'avril 2023 envisagé en 2022, depuis Bowen Orbital Spaceport à Abbot Point, Bowen,. 
À terme, la société cherche également à fournir un accès spatial à faible coût pour les vols habités et l'exploration spatiale.

## Histoire
Gilmour Space est fondé en juillet 2012 à Singapour par l'ancien banquier Adam Gilmour. Gilmour est diplômé de l'université Monash avec un baccalauréat en finance. En 2013, le PDG et fondateur australien étend les opérations de la compagnie dans le Queensland, en Australie, avec son frère James Gilmour. Le premier projet de la société en 2013 était de concevoir et de fabriquer des simulateurs de vol spatial et des répliques haute fidélité pour un certain nombre d'expositions liées à l'espace, et de centres éducatifs, notamment Spaceflight Academy Gold Coast, le premier centre de formation d'astronautes en Australie. Elle démarre son programme de développement de fusées en 2015 ; et en 18 mois, lance avec succès la première fusée d'essai hybride développée en partenariat par l'Australie et Singapour en utilisant un ergol développé à l'interne avec l'aide de l'impression 3D.
En septembre 2018, la société devient l'une des premières entreprises aérospatiales australiennes à opérer une campagne de financement de 14 millions de dollars américains, dirigé par la branche de capital-risque du CSIRO, Main Sequence Ventures. En novembre 2019, Adam Gilmour a été nommé membre du Forum des leaders de l'industrie spatiale de l'Agence spatiale australienne, qui tient l'Agence informée des questions pertinentes de l'industrie et fournit un point de coordination pour le secteur spatial civil. En décembre 2019, Gilmour Space signe une déclaration d'intention stratégique avec l'Agence spatiale australienne pour démontrer son engagement à réaliser des lancements orbitaux à partir de l'Australie.
Les investisseurs de Gilmour Space comprennent Blackbird Ventures, Main Sequence Ventures et 500 Startups. Leurs conseillers comprennent d'anciens administrateurs de la NASA, le professeur Dava Newman et l'astronaute Pamela Melroy.

## Lanceurs

### RASTA

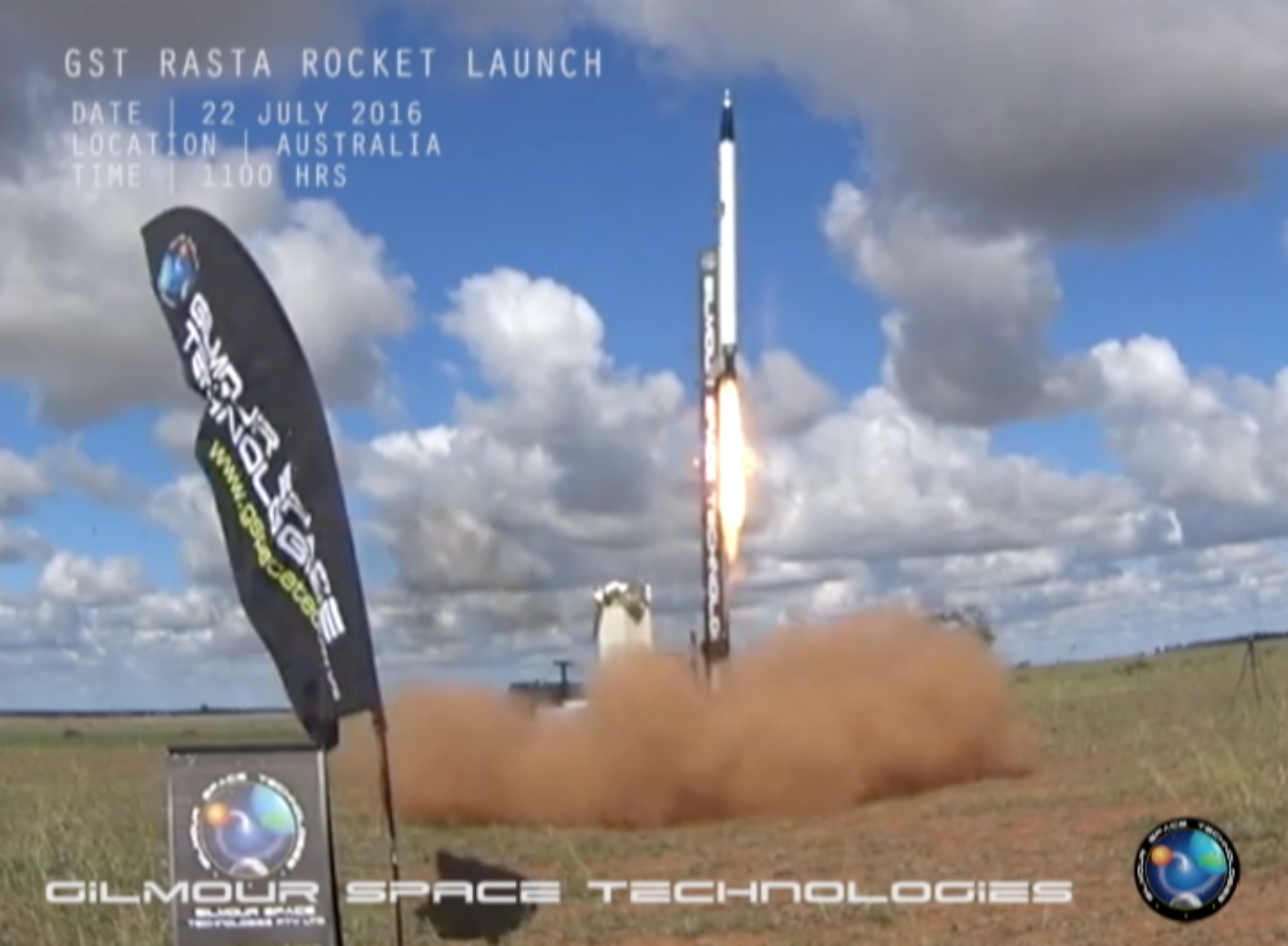
Tir de la RASTA le 22 juillet 2016.

RASTA (Reusable Ascent SeparaTion Article), également connu sous le nom de RASTA MK2 ou RASTA 2 à interne, était une fusée-sonde suborbitale lancée le 22 juillet 2016 par Gilmour Space. La fusée est propulsée par un moteur-fusée hybride développée entièrement par la société. RASTA performe nominalement pendant son vol d'essai et atteint un apogée de 5 km. RASTA est la première fusée lancée par Gilmour Space et la première démonstration au monde d'un lancement de fusée utilisant un ergol issu de l'impression 3D,. Ce vol n'était pas le premier d'un moteur de fusée hybride depuis l'Australie car des fusées à propulsion hybride avaient été lancées dès 1997 en Australie par des membres de la Tripoli Rocketry Association Australia (TRAAU) et de la New South Wales Rocketry Association (NSWRA).

### One Vision
One Vision est une fusée-sonde suborbitale conçue pour tester la nouvelle plate-forme de lancement mobile de Gilmour Space et leurs moteurs-fusées hybrides,. Le 29 juillet 2019, lors du compte à rebours pour le lancement inaugural de One Vision, le véhicule subit une anomalie qui a entraîné une fin prématurée de la mission. L'anomalie est causée par un régulateur de pression dans le réservoir de comburant qui n'avait pas réussi à maintenir la pression requise, causant des dommages au réservoir. Selon la société, après une enquête détaillée sur l'anomalie, 15 recommandations ont été mises en place lors de la conception d'Eris.

### Eris

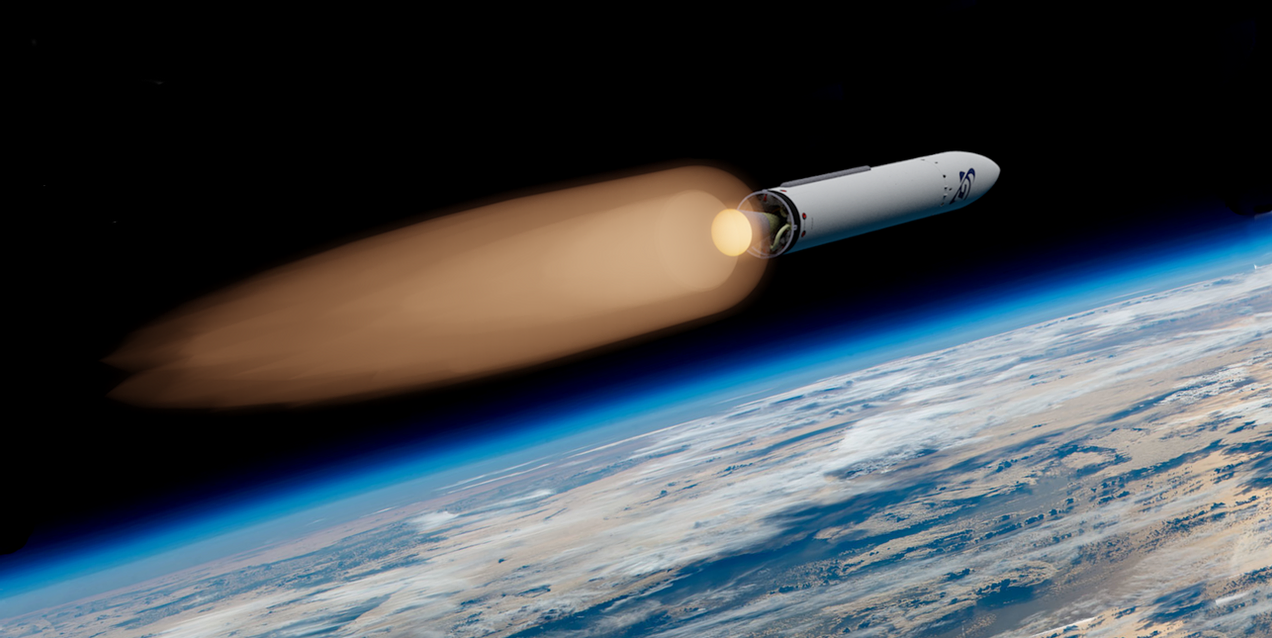
Image d'artiste du second étage d'Eris

Eris, anciennement connu sous le nom de Eris-S et Eris-100, est un lanceur léger à trois étages conçu pour lancer jusqu'à 305 kg de charge utile en orbite terrestre basse. Le premier étage de la fusée est propulsé par quatre moteurs-fusées hybride de Gilmour Space. Eris effectue sa première tentative de lancement le 29 juillet 2025 à 22 h 35 UTC depuis le Bowen Orbital Spaceport, mais s'écrase après 14 secondes de vol.
Il était envisagé à l'origine qu'elle devait réaliser son premier lancement commercial en avril 2023,
Eris a une hauteur de 25 m et un diamètre de 2 m pour le premier étage, qui se rétrécit ensuite à l'inter-étage du premier et du deuxième étage à 1,5 m. La coiffe de la charge utile a deux configurations de diamètre, soit 1,5 m et 1,2 m. Eris sera lancé depuis Bowen Orbital Spaceport à Abbot Point, Bowen.

### Eris-400/Eris-L
Eris-400 / Eris-L est une ancienne version planifiée d'Eris incluant un configuration en booster conçue pour placer jusqu'à 450 kg en orbite terrestre basse et dont le premier vol devait avoir lieu en 2021. En 2023, peu d'informations ont été divulguées sur cette version du lanceur et son stade de développement est toujours inconnu,.

### Eris Bloc 2
Eris Block 2 est une variante améliorée d'Eris conçue pour placer 1 000 kg en orbite terrestre basse. Cette version du lanceur devrait entrer en service en 2024.

## Technologie

### Moteur-fusée
Les tests des moteurs de fusée hybrides de Gilmour Space ont débuté en février 2016 avec un test de sept secondes du moteur utilisé plus tard sur RASTA. Deux autres mises à feu statiques du moteur de RASTA ont été effectués avant son vol suborbital. Gilmour Space devient la première société privée de fusées en Australie à développer et lancer une fusée hybride en juin 2016 avec RASTA. La société a conçu et construit sa propre plate-forme de lancement de fusée mobile en 2018-19 en raison de l'absence de sites de lancement orbitaux australiens à l'époque. La plate-forme de lancement a été testée avec succès avec la tentative de lancement de One Vision.
La société se concentre depuis sur le développement d'Eris et la recherche de partenaires, tel que le groupe australien Defence Science and Technology et le ministère de la défense australien,, pour l'aider à tester et fabriquer ses lanceurs orbitaux en Australie.
Gilmour Space a effectué plusieurs essais de tirs statiques de moteurs hybrides depuis leur première mise à feu statique du moteur-fusée hybride de la fusée-sonde RASTA.
| Date            | Poussée atteinte | Durée        | Nom du moteur                              |
| --------------- | ---------------- | ------------ | ------------------------------------------ |
| Février 2016    | Inconnu          | 7 secondes   | RASTA Mk2                                  |
| Mars 2016       | Inconnu          | 9 secondes   | RASTA Mk2                                  |
| Mai 2016        | Inconnu          | 20 secondes  | RASTA Mk2                                  |
| Juillet 2016    | 1,7 kN           | 5 secondes   | Catalyst Pack Propulseur                   |
| Avril 2017      | Inconnu          | 11 secondes  | Inconnu                                    |
| Août 2017       | 1,8 kN           | Inconnu      | Système de propulsion Cubesat 1U           |
| Décembre 2017   | Inconnu          | Inconnu      | Inconnu                                    |
| Décembre 2017   | 45 kN            | 6 secondes   | Inconnu                                    |
| Février 2018    | 70 kN            | 4 secondes   | Moteur « G-70 » à vision unique            |
| Mai 2018        | 75 kN            | 12 secondes  | Moteur Eris premier/deuxième étage         |
| août 2018       | 80 kN            | 17 secondes  | Moteur Eris premier/deuxième étage         |
| janvier 2020    | 91 kN            | 10 secondes  | Moteur Eris premier/deuxième étage         |
| juin 2020       | Inconnue         | 45 secondes  | Moteur de troisième étage Eris             |
| juillet 2020    | Inconnue         | 110 secondes | Moteur de troisième étage Eris             |
| février 2021    | 90 kN            | 30 secondes  | Moteur Eris premier/deuxième étage         |
| Janvier 2022    | 110 kN           | 75 secondes  | Moteur hybride premier/deuxième étage Eris |
| Novembre 2022 , | 115 kN           | 100 secondes | Moteur hybride premier/deuxième étage Eris |

### Recherche spatiale
Gilmour Space a également soutenu un certain nombre de projets conceptuels technologiques liés au développement d'un habitat spatial à longue durée. Un exemple est le projet d'astromobile MARS (Mars Aqua Retrieval System), un projet éducatif collaboratif de l'université de Singapour qui a reçu un prix au concours étudiant international ASME en 2016. Le projet a aussi été présenté lors de l'exposition Exploring Mars de la National Geographic à Singapour.
La société travaille également sur un système de propulsion spatiale de CubeSat, qui pourrait potentiellement être utilisé pour propulser un CubeSat 1U en orbite terrestre vers l'orbite d'autres corps du système solaire.
En février 2018, elle signe un accord avec la NASA afin de collaborer à diverses initiatives de recherche, de développement technologique et d'éducation, y compris les tests de son rover MARS au Centre spatial Kennedy.